# Juan Corona
Juan Vallejo Corona, noto anche come il Killer del Machete (Autlán de Navarro, 7 febbraio 1934 – Corcoran, 4 marzo 2019), è stato un serial killer messicano, autore di almeno 25 omicidi compiuti in sei settimane a Yuba City.

## Biografia

### Origini
Nato in una località di Jalisco, nel 1950 - appena sedicenne - emigrò illegalmente in America partendo dalla costa di Autlán per cercare condizioni di vita migliori; nel maggio 1953, dopo avere lavorato per un certo periodo di tempo nell'Imperial Valley, si stabilì a Yuba City, in California, e trovò lavoro come bracciante nelle piantagioni. Il fratello, Natividad Corona (1923 circa – 23 maggio 1973), aprì un locale chiamato “Caffè di Guadalajara” a Marysville (California); era già migrato in America nel 1944. Corona aveva anche un terzo fratello maggiore, un certo “Felix”. Il 24 ottobre 1953 si sposò con Gabriella E. Hermosillo a Reno, nel Nevada. Corona, sebbene fosse sposato, era bisessuale e frequentava degli omosessuali, con cui talvolta si lasciava andare ad attacchi di rabbia. Il fratello Natividad era omosessuale; Juan lo sapeva, e pare che da quel momento avesse iniziato a sviluppare delle tendenze omofobiche: questo spiegherebbe il perché dei suoi attacchi d’ira; non a caso una parte delle sue future vittime saranno gay. Corona aveva un Quoziente Intellettivo (Q.I.) di 130, un punteggio piuttosto elevato.
Il 23 e il 24 dicembre 1955 un'inondazione del fiume Yuba di 390 km² colpì la California del nord per due settimane, uccidendo 38 persone: Corona, a seguito di questo episodio, ebbe un collasso mentale, alcuni episodi di schizofrenia e dei deliri: pensava che tutti fossero morti nell'inondazione e che stesse vivendo su una “terra di fantasmi”; iniziò anche a leggere la Bibbia. Il 17 gennaio 1956, sei giorni dopo avere chiesto una petizione, Natividad portò il fratello al DeWitt State Hospital di Auburn (California): i medici gli diagnosticarono una forma di schizofrenia di tipo paranoide; a partire dal 18 gennaio ebbe 23 elettro-shock senza anestesia e venne rilasciato dopo tre mesi di ricovero. Attorno a questo periodo iniziò a bere in modo pesante.
Corona fu poi deportato in Messico, ma tornò legalmente in California con la Green Card (un documento che attesta la residenza permanente) diverso tempo dopo; smise di bere alcol e ogni tanto mostrò segni di schizofrenia e comportamento violento. Tornò a lavorare e si guadagnò la stima di lavoratore assiduo. Nel 1959 si risposò con Gloria I. Moreno ed ebbe quattro figlie. All'alba del 25 febbraio 1970 commise un tentato omicidio nel bagno del Guadalajara Cafè di Natividad: colpì alla testa e alla faccia Josè Romero Raya (un cliente) con un machete; l'uomo venne trovato ancora vivo dagli altri clienti all'una del mattino. Raccontò l'accaduto alla polizia e vinse una causa di 250.000 dollari contro Natividad; vistosi coinvolto, diede in vendita il locale e scappò in Messico. Nel marzo del 1970 Corona tornò nello stesso ospedale del 1956 per alcuni trattamenti.

### Omicidi
Gli omicidi partirono dal 1º febbraio 1971 circa e si conclusero il 19 maggio 1971. Il modus operandi era il seguente: Corona, senza l'aiuto di complici, trovava e si offriva di assumere dei lavoratori tra i 40 e i 68 anni per fargli svolgere alcune mansioni al suo posto; in realtà era un trucco per attirare la vittima ed ucciderla al momento ritenuto più propizio; quasi tutte le vittime erano contadini, immigrati, alcolizzati o vagabondi. Per gli omicidi usava quasi sempre un machete, in altre occasioni pugnalava la vittima; in un caso sparò alla vittima. Degli abusi sessuali precedevano il momento dell'omicidio.

### La scoperta, le indagini
Il 19 maggio del 1971 un contadino americano-giapponese di nome Goro Kagehiro trovò in un frutteto una fossa; tornò al lavoro e di sera si recò sullo stesso posto: vide che la fossa era stata ricoperta di terra. Insospettito, chiamò lo sceriffo e fece accorrere la polizia; gli agenti scavarono nella fossa e trovarono un cadavere avvolto in un sacco nero; il corpo mostrava segni di abuso sessuale (era stato sodomizzato), alcune coltellate e il cranio spaccato con alcuni colpi di machete; addosso ai vestiti aveva delle riviste di pornografia omosessuale. Gli agenti svolsero delle indagini e riuscirono ad identificare la vittima come Kenneth Whitacre, un vagabondo omosessuale di 40 anni, ma non arrivarono a Corona; ipotizzarono che, ad uccidere Kenneth, fossero state due persone.
Con il passare del tempo, vennero trovati altri corpi nei pressi del fiume Feather (Sutter Country) e il panico iniziò a dilagare tra i contadini di Yuba City; la polizia non riusciva ad identificare il colpevole e la stampa, che si impossessò del caso, battezzò il killer come “Assassino del Machete (Machete Murderer)”. Alcune vittime erano talmente ridotte male che non si riuscirono ad identificare; comunque gli agenti raccolsero alcune foto segnaletiche che ne ritraevano i volti.

### Le vittime
- Kenneth Withacre
- Charles Fleming
- Melford Sample
- Donald Smith
- John J. Haluka
- Warren Kelley
- Sigurd Beiermann
- William Emery Kamp
- Clarence Hocking
- James W. Howard
- Jonah R. Smallwood
- Elbert T. Riley
- Paul B. Allen
- Edward Martin Cupp
- Albert Hayes
- Raymond Muchache
- John H. Jackson
- Lloyd Wallace Wenzel
- Mark Beverly Shields
- Sam Bonafide, noto anche come “Joe Carriveau”
- Joseph Maczak
- vittima non identificata
- vittima non identificata
- vittima non identificata
- vittima non identificata

### L'arresto
Nei giorni seguenti, furono  trovati molti altri cadaveri seppelliti in un campo: la segnalazione era partita da alcuni contadini che avevano avuto difficoltà a guidare il trattore a causa di alcune zolle di terra smossa; in quelle zone sospette la polizia trovò delle fosse piene di cadaveri. Nelle tasche di alcuni loro vestiti fu ritrovata una ricevuta di acquisto di carne firmato da un certo “Juan V. Corona”; l'acquisto era avvenuto quattro giorni prima nel mercato di Yuba City. Il 26 maggio 1971, la polizia si recò in casa sua a sud di Yuba City e lo arrestò con l'accusa di 9 omicidi; la moglie e le quattro figlie rimasero sbalordite di ciò, ma gli agenti le calmarono.
Durante la perquisizione dell'appartamento trovarono un gran numero di prove: delle ricevute identiche a quelle trovate addosso ai cadaveri, una mannaia, un'accetta, una pala sporca di terra, dei proiettili e dei sacchi che contenevano i vestiti delle vittime; nel furgone (un modello di Chevrolet Impala) parcheggiato sul retro gli agenti rinvennero una pistola, due coltelli sporchi di sangue, il machete (lungo 18 pollici) e delle macchie di sangue sul sedile posteriore, segno che Corona aveva trasportato un cadavere. In un taccuino c'erano annotati 34 nomi con delle date, tra cui quelli di sette vittime note. In tutto, la polizia sequestrò 27 oggetti sospetti e li collegò immediatamente a 6 o 7 dei nove ritrovamenti. Le ricerche continuarono e il numero delle vittime del killer schizzò da 9 a 25.
Il 30 maggio Corona fu spostato in un altro carcere per motivi di sicurezza; nel frattempo venne sottoposto a perizie psichiatriche su ordine di Van der Heuvel. Il 2 giugno, in un’udienza preliminare chiusa ai media e al pubblico, Corona si dichiarò innocente. Il 4 giugno terminarono le ricerche nelle piantagioni: sebbene lo sceriffo Roy Whiteaker pensasse ci potessero essere altre “bare”, vennero trovati ufficialmente 25 corpi; 4 di essi non furono mai identificati. Il 14 giugno Van der Heuvel fu rimpiazzato da Richard Hawk, un avvocato privato. Il 18 giugno Corona disse dalla sua cella che sentiva dolore al petto e venne quindi trasportato all'ospedale, dove ebbe un lieve infarto. Tornato in carcere, all'inizio di agosto tornò all'ospedale per la seconda volta sempre per lo stesso motivo; il dolore al petto inoltre gli impediva di dormire. Il 7 agosto gli fu diagnosticata un'insufficienza coronarica; i muscoli del cuore non pompavano abbastanza sangue.

### La fine
Il processo iniziò l'11 settembre 1972 e si svolse a Fairfield, una località californiana che si trova ad un'ora da Yuba City. Hawk cercò di alleggerire la pena sostenendo la tesi della schizofrenia (e quindi che l'imputato fosse insano di mente); Corona continuò a sostenere la propria innocenza, sebbene avesse tutte le prove contro. Il 18 gennaio del 1973 il giudice Richard E. Patton, dopo 45 ore di delibera, lo dichiarò colpevole di 25 omicidi di primo grado e lo condannò a scontare 25 ergastoli senza la possibilità di essere rilasciato sulla parola. Venne così imprigionato al carcere di Vacaville, a 14 km da Fairfield. In carcere, Corona trascorse gran parte del suo tempo in isolamento perché provava paura verso gli altri detenuti; del resto, loro non accettavano la presenza di un criminale così efferato. Il 6 dicembre del 1973, durante una rissa che coinvolse 5 persone, Corona subì 32 ferite da colpi di rasoio sul viso, cosa che gli costò l'uso dell'occhio sinistro; a seguito di questo episodio, la polizia lo trasferì nel Correctional Training Facility di Soledad. Il fratello Natividad morì il 23 maggio 1973 a Guadalajara, in Messico. All’inizio del 1974, sua moglie Gloria chiese il divorzio per "cause inconciliabili” e le venne concesso il 30 luglio dello stesso anno.

### Secondo processo
Il 18 marzo del 1978 l'avvocato Terence Hallinan chiese un altro processo: cercava di addossare la colpa degli omicidi a Natividad, non a Juan. L'imputato fu così processato una seconda volta. Il nuovo processo, che si svolse ad Hayward, iniziò il 22 febbraio 1982 e finì dopo circa sette mesi; parteciparono 50 testimoni a favore di Corona; lo stesso Corona sostenne la propria innocenza per la seconda volta. Il 23 settembre dello stesso anno, dopo 54 ore di delibera, la Corte concluse che era stato Corona a commettere gli omicidi; inoltre l’uomo non ottenne alcuna riduzione di pena. Nel 1992 venne trasferito nella Security Housing Unit della Prigione di Stato di Corcoran, dove è rimasto detenuto fino alla morte, avvenuta il 4 marzo 2019 all'età di 85 anni.